# Ecnomus bicolorus
Ecnomus bicolorus är en nattsländeart som beskrevs av Tian och Li 1992. Ecnomus bicolorus ingår i släktet Ecnomus och familjen trattnattsländor. Inga underarter finns listade i Catalogue of Life.